# Lorenz Chrysanth von Vest
Lorenz Chrysanth von Vest (né le 18 novembre 1776 à Klagenfurt, mort le 15 décembre 1840 à Graz) est un poète, médecin, chimiste et botaniste autrichien.